# 菓珍
菓珍（英語：Tang）是美国卡夫食品公司于1957年推出的水果味速溶固体饮料品牌，1959年首次上市销售。1986年进入中国市场。该品牌拥有者现为亿滋国际。
开始时菓珍的销量并不高，但在美国国家航空航天局配备给约翰·格伦的水星计划以及其后的双子座计划后，销量显著增加。公众曾误以为菓珍是专门为美国载人航天项目开发的饮品。